# Faramea mattogrossensis
Faramea mattogrossensis är en måreväxtart som beskrevs av Paul Carpenter Standley. Faramea mattogrossensis ingår i släktet Faramea och familjen måreväxter. Inga underarter finns listade i Catalogue of Life.